# Річард (Семінак)
Річард Стефан Семінак (англ. Richard Stephen Seminack), (3 березня 1942, Філадельфія — 16 серпня 2016, Гоффман-Естейтс) — єпископ Чиказької єпархії святого Миколая Української греко-католицької церкви.

## Біографія
Народився 3 березня 1942 року в Філадельфії, Пенсільванія. Після закінчення початкової школи продовжував навчання у гімназії, де вирішив стати священником. У 1958 році зарахований до Малої духовної семінарії святого Василія у Стемфорді, Коннектикут. Богословську освіту здобув у Вищій духовній семінарії святого Йосафата у Вашингтоні, одержавши ступінь магістра богослов'я.
25 травня 1967 року висвячений на священника. У 1968–1969 роках навчався у Римі, де здобув ступінь бакалавра східного канонічного права. У 1969 році повернувся до Сполучених Штатів Америки для душпастирської праці. Упродовж наступних років здійснював служіння у різних парафіях. 1967–1969 — сотрудник Катедрального собору Непорочного Зачаття, Філадельфія; 1969–1971 — сотрудник церкви Святого Духа, Честер, Пенсільванія; 1971–1972 — сотрудник церкви Пресвятої Трійці, Янґстаун, Огайо; 1972–1973 — парох церкви Стрітення, Ленсдейл, Пенсільванія; 1973–1977 — парох церкви Святої Анни, Воррингтон, Пенсільванія. 1978–1982 — капелан Провінційного дому Сестер Василіянок, Філадельфія; капелан академії святого Василія, Філадельфія, і Манор Колегії, Дженкінтаун, Пенсільванія; 1982–1984 — парох церкви Благовіщення Пресвятої Богородиці, Маямі, Флорида; з 1984 року парох церкви Пресвятої Трійці, Карнеґі, Пенсільванія.
Виконував також інші додаткові обов'язки на єпархіальному рівні: був єпархіальним директором Катехитичної комісії та Комісії екзаменаторів для молодшого духовенства, членом Ради комітету пенсійного фонду для священиків, єпархіальний консультор, протопресвітер Південного деканату, регіональний духівник Союзу українських католиків тощо.
4 жовтня 1984 року отримав почесний титул капелана Його Святості.
25 березня 2003 року Папа Римський Іван Павло ІІ номінував священика Річарда Семінака єпископом Чиказької єпархії святого Миколая УГКЦ.
Помер 16 серпня 2016 року.